# Alberich Stingel
Alberich Stingel (* 25. September 1723 in Wien; † 24. Januar 1801 in Wiener Neustadt) war ein österreichischer Zisterzienser und Abt.

## Leben
Stingel trat 1748 in den Zisterzienserorden ein und nahm den Ordensnamen Alberich (auch: Alberikus oder Alberik) an. 1750 wurde er zum Priester geweiht. Im Stift Neukloster war er nacheinander Seelsorger, Stiftsprediger und Verwalter, schließlich (von 1775 bis zu seinem Tod) Abt (als Nachfolger von Joseph Stübicher). Auf ihn folgte Anton Michael Wohlfarth.
Stingel hatte ein gutes Verhältnis zur kaiserlichen Familie, die er mehrfach im Kloster begrüßen konnte. Das ihm geschenkte Sumpfgelände vor der Stadt trocknete er aus und verwandelte es in den Stiftsgarten. Die vom Josephinismus erzwungenen Änderungen (Einrichtung der Stiftspfarre, eines Stiftsgymnasiums u. Ä.) überstand er ohne Aufhebung des Klosters. Die Klosterbibliothek bereicherte er beträchtlich und ließ ein Naturalienkabinett einrichten. In den Pfarreien entwickelte er eine rege Bautätigkeit. Von 1789 bis 1790 war er Verwalter der Güter des aufgehobenen (dann aber wiederhergestellten) Stifts Lilienfeld. 1794 organisierte er die 350-Jahr-Feier seines Stifts. In der Stiftskirche erinnert eine Tafel an ihn.